# 莎基玛·温布利

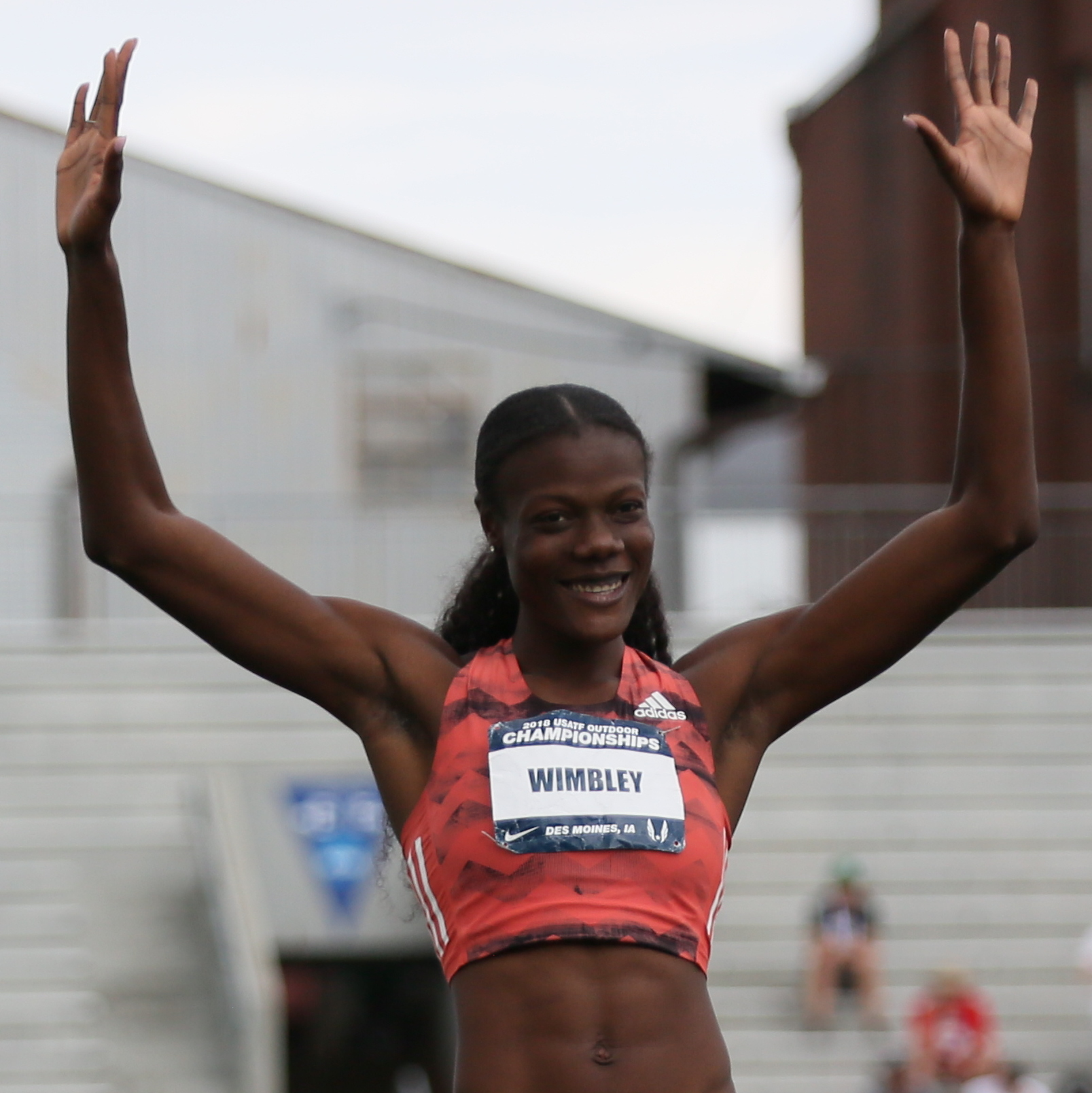
莎基玛·温布利

莎基玛·温布利（英語：Shakima Wimbley，1995年4月23日—）是一名美国女子短跑运动员，主攻400米项目。她曾在2017年世界田径锦标赛参加了女子4×400米接力，并在决赛中联同队友以3分19秒02的成绩获得金牌。